# Mariam Szengelia
Mariam Szengelia (gruz. მარიამ შენგელია; ur. 14 maja 2002 w Megrelii) – gruzińska piosenkarka. Reprezentantka Gruzji w 69. Konkursie Piosenki Eurowizji (2025).
Członkini gruzińskiego zespołu Mix2ura.

## Życiorys
Urodziła się północno-zachodnim regionie Gruzji w Megrelii, lecz do dziesiątego roku życia dorastała w Tbilisi, stolicy Gruzji. Następnie wraz z rodziną przeprowadziła się do Zugdidi. Studiuje na Uczelni Muzycznej w Tbilisi. Zadebiutowała w 2018 biorąc udział w programie X Paktori, z którego odpadła na etapie półfinałów. W 2019 wzięła udział w talent show Dżeostari, który wówczas służył jako selekcje Gruzji do 65. Konkursu Piosenki Eurowizji. W 2020 była jedną z chórzystek w piosence Tornike Kipianiego pt. „Take Me as I Am”, która miała reprezentować Gruzję w Konkursie Piosenki Eurowizji 2020, zanim został on odwołany z powodu pandemii COVID-19. W 2021 dotarła do półfinałów w czwartej edycji gruzińskiej odsłony programu The Voice. 
W 2025 zajęła drugie miejsce w programie Cekwawen warskwlawebi, w którym wzięła udział z partnerem tanecznym Sandro Sabadze. 14 marca 2025 została wybrana wewnętrznie przez gruzińskiego nadawcę Georgian Public Broadcaster (GPB) na reprezentantkę Gruzji z utworem „Freedom” w Konkursie Piosenki Eurowizji 2025 w Bazylei. 15 maja wystąpiła w drugim półfinale, jednak nie zakwalifikowała się do finału.

## Kontrowersje
Została skrytykowana za rzekome publiczne wspieranie rządzącej Gruzją partii Gruzińskie Marzenie i udział w spotach wyborczych i koncertach, które miały na celu jej wsparcie. Piosenkarka w odpowiedzi stwierdziła, że poprzez udział w koncertach chce szerzyć swoje główne przesłanie, którym ma być pokój.
Co więcej, według doniesień medialnych artystka początkowo brała udział w protestach przeciwko partii w 2023 roku, a w 2022 roku w obliczu inwazji Rosji na Ukrainę udostępniła post na swoim koncie na Facebooku, w którym przepraszała za działania podejmowane przez ówczesny rząd Gruzji.

## Dyskografia

### Single
| Rok  | Tytuł     | Album |
| ---- | --------- | ----- |
| 2025 | „Freedom” | –     |